# 100 % question
Pour les articles homonymes, voir 100 Questions.
100 % question (100%) est un jeu télévisé d'origine britannique diffusé sur La Cinquième puis France 5 du 19 janvier 1998 au 27 août 2004, et présenté en voix off par Pascal Hernandez puis Thierry Fréret en alternance et Julien Lepers dans le poisson d'avril en 2004 et produit dans un premier temps par les Productions Grundy du groupe Pearson Télévision devenu ensuite FremantleMedia.

## Origines
100 % question est adapté par Childéric Muller du format britannique 100%, créé par Tom Atkinson diffusé du 31 mars 1997 au 24 décembre 2001 sur Channel 5.

## Principe du jeu
Trois candidats s'affrontaient sur une série de questions de culture générale (70 questions au total).
S'enchaînaient des cycles de quatre QCM et une question vrai/faux.
Au bout de 10, 20, 30, puis 50 questions, les candidats obtenaient leurs résultats sous forme de pourcentage de bonnes réponses. Le moins bon des trois candidats au bout de la 50e question était éliminé.
Les deux derniers candidats s'affrontent sur les 20 dernières questions, et le candidat au meilleur pourcentage gagne divers lots : dictionnaires, encyclopédies…

## Diffusion
L'émission était diffusée du lundi au vendredi à 17 h 30, puis à 14 h 10 à partir de septembre 2002.